# Лысенко, Геннадий Михайлович
Генна́дий Миха́йлович Лысе́нко (17 сентября 1942, Барано-Оренбургское, Пограничный район, Приморский край, СССР — 31 августа 1978, Владивосток, СССР) — советский поэт—лирик и прозаик. Видный представитель дальневосточной ветви русской поэзии. Член Союза писателей СССР. Был осуждён за хулиганство с отбыванием наказания в местах лишения свободы.
```
Листва осенняя редела,
как список роты на войне.
Я видел поле без предела,
я слышал время в тишине.
И оставались в стороне
такие ужасы и страхи,
как гром, как пятна на луне,
и ближе собственной рубахи
ночное небо было мне.
```

## Биография
Геннадий Лысенко рос без отца. Рано умерла мать, воспитывался у тётки, у бабки, в интернате.
После окончания в 1965 г. школы-интерната, работал геофизическим рабочим, заводским рабочим, газорезчиком, котельщиком, кочегаром, матросом катера.
Будучи рабочим Дальзавода, в 1968 г. пришёл в литературное объединение, потом в городскую поэтическую студию (1969—1971) при Приморской писательской организации. Был участником Иркутского семинара, где ему довелось встретиться с В. Астафьевым и В. Распутиным.
Член Союза писателей СССР с 1976 г. В 1977—1978 Г. Лысенко вёл поэтическую студию «Лира», пробовал свои силы в прозе.
31 августа 1978 года Геннадий Лысенко покончил с собой.
Похоронен на Морском кладбище Владивостока.

## Творчество
Самобытный русский поэт.
Первые стихи-фрагменты его поэмы «Владивосток» были опубликованы в газете «Тихоокеанский комсомолец» в 1968 г.
Поэтический сборник «Проталина» (1975) открыл читателю незаурядный лирический дар поэта. Центральной в стихах стала тема любви.
В 1976 г. в московском издательстве «Современник» вышел сборник «Листок подорожника». С портретом поэта, с предисловием, в котором было сказано: «Г.Лысенко поэт оформившийся, интересный, очень чуткий к жизни, со своим видением мира, со своей биографией и судьбой». Стихи поэта публиковались в журнале «Дальний Восток», в ряде центральных журналов и газет.
Новый сборник стихов, дополненный новыми его произведениями, после смерти поэта вышел в издательстве, были подготовлены и изданы поэтические сборники «Меж этим и тем сентябрем», (1984), «Зовется любовью» (М., 1985). В 2012 г. к 70-летию поэта был издан сборник «До красной строки, до упора», куда вошли ранее не публиковавшиеся стихотворения.

## Избранные произведения
Поэтические сборники
- Проталина: Стихи. — Владивосток: Дальневост. кн. изд-во, 1975. — 71 с.; ил.
- Листок подорожника: Стихи. — М.: Современник, 1976. — 77 с.; портр. (Первая книга в столице)
- Крыша над головой: Лирика. — Владивосток: Дальневост. кн. изд-во, 1979. — 304 c.; 5000 экз.
- Меж этим и тем сентябрем. Владивосток: Дальневост. кн. изд-во, 1984.
- Зовётся любовью: Книга лирики. — [Сост. и вступ. слово И. Фаликова; худож. Ю. Ноздрин]. — М.: Современник, 1985. — 143 с.: ил.
- Счастье наизнанку: Стихотворения. — Владивосток: Альманах «Рубеж», 2010. — 192 с.; портр.; 1000 экз.; [Спонсор издания Иван Иванович Шепета] ISBN 978-5-85538-055-2
- До красной строки, до упора: Книга избранных произведений. — Сост. и послесл. А. Лобычева; Худож. Г. Арапов, Е. Макеев. — Владивосток: Рубеж, 2012. — 256 с.; портр.: ил.; в пер.; 2000 экз. — ISBN 978-5-85538-069-9 (Архипелаг ДВ)

Антологии
- Русская поэзия. XX век. Антология. — Под редакцией В. А. Кострова. [Г. Лысенко; биб. справ. — C. 703—704: «Жизнь проста, как принцип эхолота…». «Пусть будет май…». «Обрубка стали: гулкий звон чеканки…». «Ни в присловье…». «Прощай, моё глупое счастье…». (Стихи)]. — М.: ОЛМА—ПРЕСС, 1999. — 926 с.; В пер.; ил.; 11 000 экз. — ISBN 5-224-00134-X

Проза
- Барабанщики. Повесть // Лит. Владивосток. — Владивосток, 1977.-С.25-56.
- Родственники: Рассказ // Дальний Восток. — 1974. N 4. — С. 68-73.
- Старый и малый; Наследство: Рассказы // Дальний Восток. — 1979.-N 1.-С.96-106.

## Награды
- премия журнала «Смена».

## Цитата
Критик С. Крившенко в статье «Обернулась дорога песней…» справедливо отметил движение Лысенко навстречу сегодняшнему дню: «Время не отодвигает, а приближает его стихи. Так бывает, когда перед нами подлинная поэзия»
— Александр Лобычев

## Память
- В 2016 году на доме (Ивановская, 15), где жил Геннадий Лысенко в 1970-х, стараниями друзей и читателей установлена мемориальная доска[2].

## Семья
- Жена — Лысенко Алла Георгиевна (1940 г.) Сын — Лысенко Евгений Геннадьевич (1965)[3].